# New Jersey (album)
New Jersey je čtvrté studiové album americké skupiny Bon Jovi. Vydáno bylo v září roku 1988 společnostmi Mercury Records a Vertigo Records. Nahráno bylo ve vancouverském studiu Little Mountain Sound Studios a jeho producentem byl Bruce Fairbairn, který s kapelou spolupracoval již v minulosti. Album se umístilo na prvních příčkách hitparád v řadě zemí, včetně americké Billboard 200 a britské UK Albums Chart. V mnoha zemích rovněž dosáhlo platinové desky.

## Seznam skladeb
1. „Lay Your Hands on Me“ – 6:01
2. „Bad Medicine“ – 5:16
3. „Born to Be My Baby“ – 4:40
4. „Living in Sin“ – 4:39
5. „Blood on Blood“ – 6:16
6. „Homebound Train“ – 5:10
7. „Wild Is the Wind“ – 5:08
8. „Ride Cowboy Ride“ – 1:25
9. „Stick to Your Guns“ – 4:45
10. „I'll Be There for You“ – 5:46
11. „99 in the Shade“ – 4:29
12. „Love for Sale“ – 3:58

## Obsazení
Bon Jovi
- Jon Bon Jovi – zpěv, kytara
- Richie Sambora – kytara, doprovodné vokály
- Alec John Such – baskytara, doprovodné vokály
- Tico Torres – bicí, perkuse, doprovodné vokály
- David Bryan – klávesy, doprovodné vokály

Ostatní hudebníci
- Bruce Fairbairn – perkuse, lesní roh
- Peter Berring – aranžmá, zpěv
- Scott Fairbairn – violoncello
- Audrey Nordwell – violoncello